# Municipal District of Spirit River No. 133
Der Municipal District of Spirit River No. 133 ist einer der 63 „municipal district“ in Alberta, Kanada. Der Verwaltungsbezirk liegt in der Region Nord-Alberta und gehört zur „Census Division 19“. Er wurde zum 18. Dezember 1913 eingerichtet (incorporated als „Large Local Improvement District 829“) und sein Verwaltungssitz befindet sich in Spirit River.
Der Verwaltungsbezirk ist für die kommunale Selbstverwaltung in den ländlichen Gebieten sowie den nicht rechtsfähigen Gemeinden, wie Dörfern und Weilern und ähnlichem, zuständig. Für die Verwaltung der Städte (City) und Kleinstädte (Town) in seinen Gebietsgrenzen ist er nicht zuständig.

## Lage
Der „Municipal District“ liegt im zentralen Westen, im Herzen des Peace River Country, in der kanadischen Provinz Alberta. Das Zentrum des Bezirks bildet die Kreuzung des in Nord-Süd-Richtung verlaufenden Alberta Highway 2 mit dem in Ost-West-Richtung verlaufenden Alberta Highway 49.
|                     | Municipal District of Fairview No. 136      |                    |
| Saddle Hills County | Kompassrose, die auf Nachbargemeinden zeigt | Birch Hills County |
| Saddle Hills County |                                             |                    |

## Bevölkerung
Der Schwerpunkt der Besiedlung zieht sich im Wesentlichen entlang der beiden Highways.
| Jahr | Erhebung          | Einwohner | Änderung | Fläche (km²) | Bev.-dichte (EW/km²) |
| ---- | ----------------- | --------- | -------- | ------------ | -------------------- |
| 2016 | Volkszählung 2016 | 700       | - 1,8 %  | 683,60       | 1,0                  |
| 2011 | Volkszählung 2011 | 713       | + 7,7 %  | 684,14       | 1,0                  |

## Gemeinden und Ortschaften
Folgende Gemeinden liegen innerhalb der Grenzen des Verwaltungsbezirks:
- Stadt (City): keine
- Kleinstadt (Town): Spirit River
- Dorf (Village): Rycroft
- Weiler (Hamlet): keine

Außerdem bestehen noch weitere, noch kleinere Ansiedlungen.